# Tualatin megállóhely
Tualatin megállóhely a Westside Express Service helyiérdekű vasútvonal megállója az Oregon állambeli Tualatinban. A megállóhoz tartozik egy 130 férőhelyes P+R parkoló.
A 2009-ben megnyílt létesítményt a TriMet üzemelteti.

## Történet
A HÉV-vonal tervei egészen 1996-ig visszanyúlnak. A közlekedési hatóság 2001-ben vette fel a projektet a tervek közé, az építési engedélyt pedig 2004-ben adta meg. A tényleges munkálatok 2006 októberében kezdődtek. A tualatini megálló helyét 2001-ben jelölték ki a Boones Ferry Road mellett.
2006-ban az állomással szemben elhelyezkedő Haggen Food & Pharmacy kifogással élt a tervezendő létesítmény ellen; szerintük a 111 parkolóhely kevés, ezáltal nagyobb dugókat fog okozni. A panasz miatt az eredetileg 2007 júliusára befejeződő munkálatok megakadtak. Tigard önkormányzata és a TriMet 2001-ben választották ki a helyszínt, 2005-ben pedig a később panaszt tevő üzlet ellenvetése nélkül továbbra is a hely mellett döntöttek. Az események miatt félő volt, hogy a megálló nem épülhet fel.
A két félnek végül 2007 augusztusában sikerült megegyezni: ugyan a helyszín marad, de több parkolóhelyet létesítenek. Az alapkő-letételre 2008. január 9-én került sor a TriMet vezérigazgatója, Lou Ogden polgármester és Tom Brian megyei biztos részvételével. 2008. szeptember 3-án a megállókban műalkotásokat helyeztek el. A megállóhely és a vonal átadására 2009. február 2-án került sor.

## Kialakítása
| P + R parkoló                                      |               |
| Oldalperon, az ajtók jobb vagy bal oldalon nyílnak |               |
| Észak felé                                         | Tigard →      |
| Dél felé                                           | ← Wilsonville |

A vonatok a Portland & Western Railroad tehervonatok által is használt pályáján haladnak. A megállóhely Tualatin belvárosában, a Boones Ferry Road délkeleti részén, a Nyberg Road kereszteződésénél helyezkedik el. A vasúti megálló csak hétköznap, a reggeli- és délutáni csúcsidőben üzemel. A HÉV-en kívül megáll itt a 76-os busz is.
A megálló maga 130 P+R parkolóval rendelkezik, amelyet kiegészít a szomszédos telek 24 helye; ezen felül a kerékpárosok részére hat zárt  és 24 nyitott tárolóhely áll rendelkezésre. A váróteremhez tartozik egy óratorony, a falakat kívülről pedig a környéket meghatározó vörös dísztéglák borítják. A peron 45 méter hosszú és 4,6 méter széles, valamint 207 m² alapterületű; magassága 120 centiméter, így akadálymentes beszállást tesz lehetővé. A városi fejlesztési bizottság 491 ezer dollárt ítélt oda a megállóhely fejlesztésére.
A peronon elhelyezték Frank Boyden és Brad Rude interaktív szobrát, ami egy acélból és bronzból készült műalkotás, kék színezéssel. Az alkotás U-alakja a vonatokra, a bronz fejek pedig az utasokra emlékeztetnek. A rozsdamentes acéltalpra helyezett vonat a talpán épített vágányon közlekedik, tetején pedig egy állatfigura van. A modellvonat üvegei erezett mintázatúak.

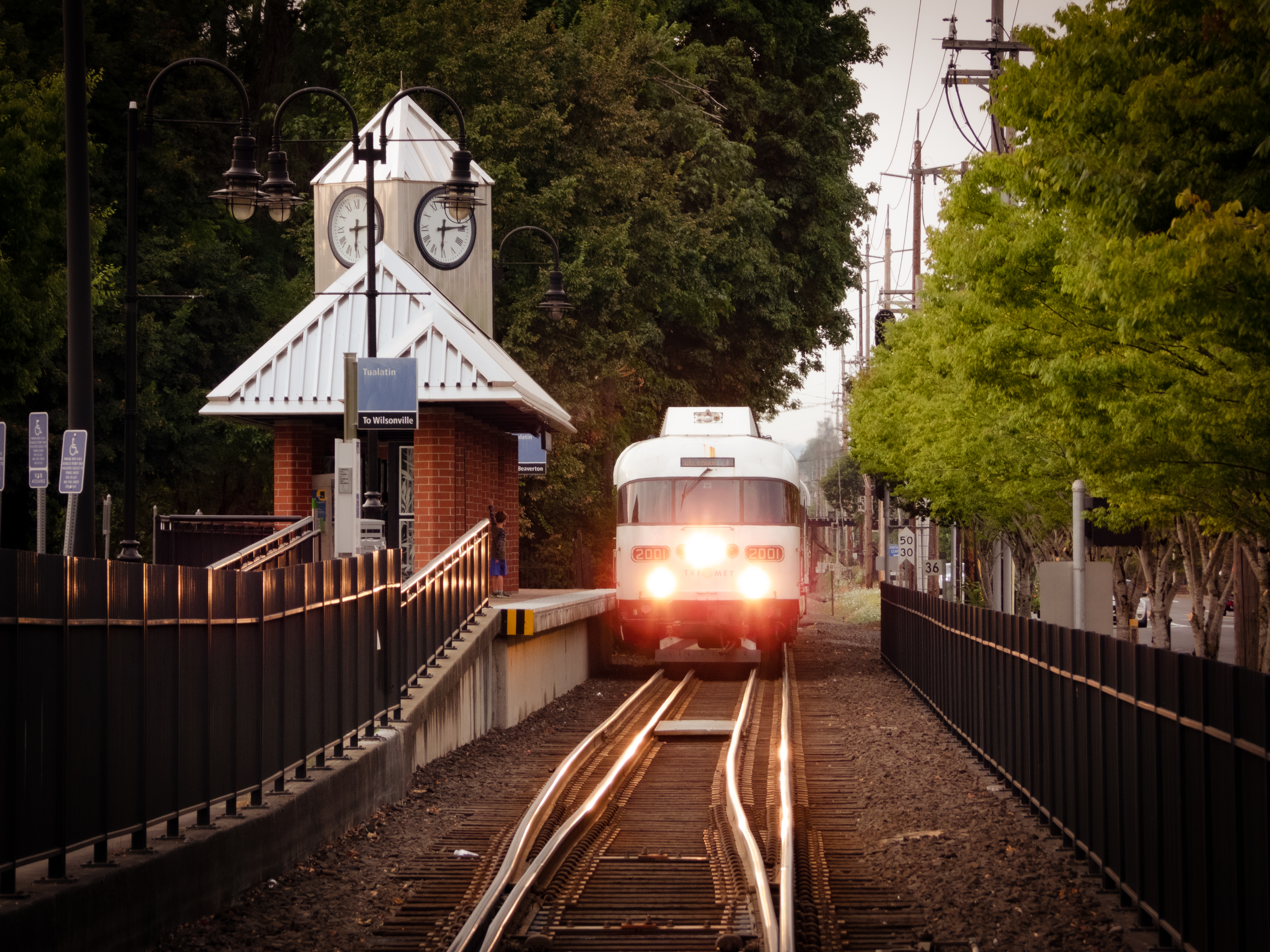
Déli irányú vonat
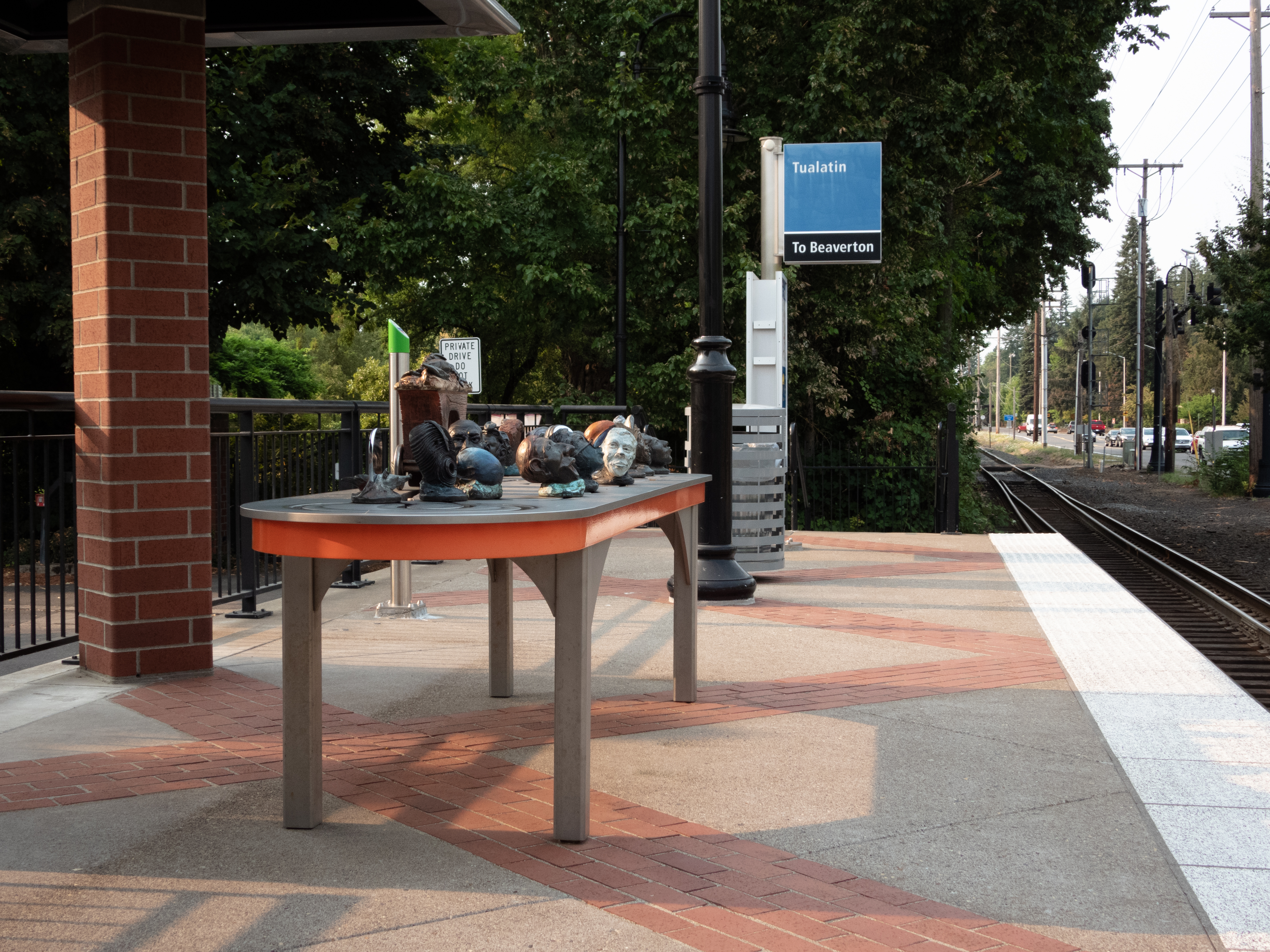
The Tualatin Interactivator

| Előző állomás                    |  | Westside Express Service |  | Következő állomás                                                  |
| -------------------------------- |  | ------------------------ |  | ------------------------------------------------------------------ |
| Wilsonville pályaudvarvégállomás |  | Westside Express Service |  | Tigard Transit Center vasútállomástovább Beaverton pályaudvar felé |

## Fordítás
- Ez a szócikk részben vagy egészben  a   Tualatin Station című angol Wikipédia-szócikk ezen változatának fordításán alapul.  Az eredeti cikk szerkesztőit annak laptörténete sorolja fel. Ez a jelzés csupán a megfogalmazás eredetét és a szerzői jogokat jelzi, nem szolgál a cikkben szereplő információk forrásmegjelöléseként.